# 1510

## Събития
- Московското княжество завладява Псков

## Родени
- Амброаз Паре, френски хирург
- Александра Лисовска, валиде султан
- Бонавантюр де Перие, френски поет

## Починали
- ? – Джорджоне, италиански художник
- 17 май – Сандро Ботичели, италиански художник
- 10 юли – Катерина Корнаро, последната кралица на Кипърското кралство